# ديغو إيل
ديغو إيل (4 سبتمبر 1988 في البرازيل - ) هو لاعب كرة قدم برازيلي في مركز الهجوم. لعب مع  ونادي إيسترن سبورتس ونادي لوندرينا ونادي كاشياس دو سول وإسبورتي بيلوتاس ‏ وClube Esportivo Bento Gonçalves ‏ وGoiatuba Esporte Clube ‏ وEsporte Clube Avenida ‏ وJuventus Atlético Clube ‏ وTuen Mun SA ‏.

## وصلات خارجية
- ديغو إيل على موقع قاعدة بيانات كرة القدم.إي يو (الإنجليزية)
- ديغو إيل على موقع Soccerway.com (الإنجليزية)